# Assia Wevill
Assia Wevill (ur. 15 maja 1927 w Berlinie, zm. 23 marca 1969 w Londynie) – była żona poety Davida Wevilla, a następnie partnerka poety Teda Hughesa.

## Życiorys
Dzieciństwo spędziła w Berlinie i Tel Awiwie. Jej ojciec był Żydem, matka luteranką. Assia już jako dziecko posługiwała się trzema językami: niemieckim, hebrajskim, rosyjskim a później także angielskim. W 1946 roku wyjechała do Anglii. Była trzykrotnie zamężna. W 1962 poznała Teda Hughesa i jego żonę Sylvię Plath. Powszechnie uznaje się, że to właśnie Assia przyczyniła się do rozpadu ich małżeństwa. W 1965 roku urodziła Hughesowi córeczkę Shurę. Związek ten nie był szczęśliwy. Assia popełniła samobójstwo 23 marca 1969 roku. Zagazowała siebie i czteroletnią córkę Shurę. Włączyła piekarnik, ale go nie zapaliła, wsypała tabletki nasenne do szklanki wody, wypiła połowę sama, a połowę podała swojej czteroletniej córce, po czym obie poszły spać.

## Twórczość
- The Collected Writings of Assia Wevill (2021), red. Julie Goodspeed-Chadwick i Peter K. Steinberg